# Chelonarium ohbayashii
Chelonarium ohbayashii is een keversoort uit de familie Chelonariidae. De wetenschappelijke naam van de soort is voor het eerst geldig gepubliceerd in 1964 door Satô.